# Рухіє Зогу
Принцеса Рухіє Зогу (1906–1948) — албанська принцеса.

## Життєпис
Вона була донькою Джемаль-паші Зогу та Садіє Топтані, та була однією з шести сестер короля Албанії Зогу I. Коли у 1928 році її брат став монархом, вона та її брати та сестри отримали статус принца та принцес Зогу.
На відміну від двох своїх старших сестер, принцеси Аділь Зогу та Нафіє Зогу, яких рідко бачили на публіці, своїм чотирьом молодшим сестрам король дав офіційні ролі в королівському представництві. У перші роки його правління принцеси жили традиційним ізольованим життям у королівському палацовому комплексі і рідко з'являлися поза родинним колом, але це змінилося до моменту весілля принцеси Сеніє в 1936 році. Починаючи з того року, король регулярно влаштовував офіційні королівські бали, а його чотири молодші сестри з'являлися на публіці, виконуючи офіційні королівські представницькі завдання: принцесі Сеніє доручили опікуватися охороною здоров'я, Рухіє Зогу — освітою, Мізеджен Зогу — культурою, а Макшиде Зогу підтримувала спорт. Щоб підготувати їх до цих місій, їм давали уроки гри на фортепіано, танців, мови та верхової їзди, а також відправляли в кілька подорожей до Західної Європи, де вони стали відомі своїми дорогими поїздками по магазинах. Коли в 1937 році король заборонив хіджаб, він подбав про те, щоб його сестри з'являлися на публіці без чадри й одягнені за західною модою, як приклад для інших жінок.
Напередодні королівського весілля короля в 1938 році три наймолодші принцеси здійснили поїздку в США, де їм приділяли велику увагу.

## Вигнання
У 1939 році Рухіє залишила Албанію разом з рештою королівської родини після початку Другої світової війни та в 1940 році поїхала за колишнім монархом у вигнанні до Великої Британії. Вона, а також решта сестер, окрім Аділе, в 1946 році поїхали за Зогу до Єгипту. У 1955 році вона та решта сім'ї поїхали слідом за Зогу до Франції, де він і помер. До самої смерті вона жила у Франції разом із сестрами.

## Походження
|  |                                         |  |  |  |  |  |  |  |  |  |  |  |  |  |  |  |
|  | 8. Махмуд-паша Зоголлі, губернатор Маті |  |  |  |  |  |  |  |  |  |  |  |  |  |  |  |
|  |                                         |  |  |  |  |  |  |  |  |  |  |  |  |  |  |  |
|  |                                         |  |  |  |  |  |  |  |  |  |  |  |  |  |  |  |
|  | 4. Джелал Паша Зоголлі, губернатор Маті |  |  |  |  |  |  |  |  |  |  |  |  |  |  |  |
|  |                                         |  |  |  |  |  |  |  |  |  |  |  |  |  |  |  |
|  |                                         |  |  |  |  |  |  |  |  |  |  |  |  |  |  |  |
|  | 2. Джемал-паша Зогу, губернатор Маті    |  |  |  |  |  |  |  |  |  |  |  |  |  |  |  |
|  |                                         |  |  |  |  |  |  |  |  |  |  |  |  |  |  |  |
|  |                                         |  |  |  |  |  |  |  |  |  |  |  |  |  |  |  |
|  | 5. Рухіє Алтуні                         |  |  |  |  |  |  |  |  |  |  |  |  |  |  |  |
|  |                                         |  |  |  |  |  |  |  |  |  |  |  |  |  |  |  |
|  |                                         |  |  |  |  |  |  |  |  |  |  |  |  |  |  |  |
|  | 1. Принцеса Рухіє Албанська             |  |  |  |  |  |  |  |  |  |  |  |  |  |  |  |
|  |                                         |  |  |  |  |  |  |  |  |  |  |  |  |  |  |  |
|  |                                         |  |  |  |  |  |  |  |  |  |  |  |  |  |  |  |
|  | 6. Салах Бей Топтані                    |  |  |  |  |  |  |  |  |  |  |  |  |  |  |  |
|  |                                         |  |  |  |  |  |  |  |  |  |  |  |  |  |  |  |
|  |                                         |  |  |  |  |  |  |  |  |  |  |  |  |  |  |  |
|  | 3. Садіє Топтані                        |  |  |  |  |  |  |  |  |  |  |  |  |  |  |  |
|  |                                         |  |  |  |  |  |  |  |  |  |  |  |  |  |  |  |
|  |                                         |  |  |  |  |  |  |  |  |  |  |  |  |  |  |  |
|  | 7. Анні Топтані                         |  |  |  |  |  |  |  |  |  |  |  |  |  |  |  |
|  |                                         |  |  |  |  |  |  |  |  |  |  |  |  |  |  |  |
|  |                                         |  |  |  |  |  |  |  |  |  |  |  |  |  |  |  |